# Allocyclops
Allocyclops is een geslacht van eenoogkreeftjes uit de familie van de Cyclopidae. 

## Soorten
- Allocyclops arenicolous (Fryer, 1956)
- Allocyclops austronipponicus Tomikawa, Ishida & Mawatari, 2005
- Allocyclops beadlei (Lindberg, 1956)
- Allocyclops botosaneanui Plesa, 1981
- Allocyclops cavicola Chappuis, 1951
- Allocyclops chappuisi Kiefer, 1932
- Allocyclops excellens (Kiefer, 1955)
- Allocyclops heggiensis (Reid & Spooner, 1998)
- Allocyclops minutissimus (Kiefer, 1933)
- Allocyclops neotropicalis Dussart, 1984
- Allocyclops orcinus (Kiefer, 1937)
- Allocyclops ritae Dumont & Lamoot, 1978
- Allocyclops transsaharicus (Lamoot, Dumont & Pensaert, 1981)